# 795-й отдельный разведывательный артиллерийский дивизион (2-го формирования)
795-й отдельный разведывательный артиллерийский дивизион(2-го формирования) Резерва Главного Командования — воинское формирование Вооружённых Сил СССР, принимавшее участие в Великой Отечественной войне.
Сокращённое наименование — 795-й орадн РГК. 

## История
Сформирован в январе 1943года.
В действующей армии с 25.02.1943 по 21.06.1944.
В ходе Великой Отечественной войны вёл артиллерийскую разведку в интересах артиллерии соединений и объединений Западного  и 3-го Белорусского фронтов .                                                                                      
21 июня 1944 года в соответствии с приказом НКО СССР от 16 мая 1944 года №0019, директивы заместителя начальника Генерального штаба РККА от 22 мая 1944 г. №ОРГ-2/476 795-й орадн обращён на формирование  15-й гв.  пабр  5-й армии  3-го Белорусского фронта.

## Состав
штат 08/555
- Штаб
- Хозяйственная часть
- 1-я батарея звуковой разведки (1-я БЗР)
- 2-я батарея звуковой разведки (2-я БЗР)
- батарея топогеодезической разведки (БТР)
- взвод оптической разведки (ВЗОР)
- фотограмметрический взвод (ФГВ)
- хозяйственный взвод

## Подчинение
| Дата                 | Фронт                 | Армия          | Корпус  | Дивизия | Бригада | Примечания |
| -------------------- | --------------------- | -------------- | ------- | ------- | ------- | ---------- |
| 25.02.43 -31.03.43г. | Западный фронт        | -              | -       | -       | -       | -          |
| 1.04.43 -5.05.43г    | Западный фронт        | 49-я армия     | -       | -       | -       | -          |
| 5.05.43-30.07.43г.   | Западный фронт        | 11-я гв. армия | -       | -       | -       | -          |
| 1.08.43-1.11.43г     | Западный фронт        | -              | -       | -       | -       | -          |
| 9.11.43-10.12.43г    | Западный фронт        | -              | 5-й акп | -       | -       | -          |
| 10.12.43-24.04.44г   | Западный фронт        | 5-я армия      | -       | -       | -       | -          |
| 24.04.44-21.06.44г   | 3-й Белорусский фронт | 5-я армия      | -       | -       | -       | -          |

## Командование дивизиона
Командир дивизиона
- подполковник Берберов Николай Николаевич
- гв. капитан Кропта Яков Семенович
- майор Соломко Иван Михайлович

Начальник штаба дивизиона
- гв. капитан Тишкин Сергей Иванович

Заместитель командира дивизиона по политической части
- майор Игнатьев Константин Васильевич

Помощник начальника штаба дивизиона
- капитан Водянников Фёдор Васильевич
- ст. лейтенант Теряев Владимир Александрович

Помощник командира дивизиона по снабжению
- гв. ст. лейтенант Черновольский Роальд Иванович

## Командиры подразделений дивизиона
Командир 1-й БЗР
- лейтенант Апушкинский Василий Николаевич

Командир 2-й БЗР
- капитан Умнов Александр Ильич

Командир БТР
- ст. лейтенант Смирнов Фёдор Иванович

Командир ВЗОР
Командир ФГВ
- лейтенант Данилихин Николай Михайлович